# Castillo Tirol
El Castillo Tirol (en alemán: Schloss Tirol; en italiano: Castel Tirolo) es un castillo en la comuna (municipio) de Tirol, cerca de Merano, en el distrito Burgraviato de Tirol del Sur, Italia. Era el asiento ancestral de los condes de Tirol y le dio a toda la región del Tirol su nombre.
La colina del castillo ha sido habitada desde tiempos remotos. Se han identificado varios artefactos y un campo de tumbas de la Edad Media. Los arqueólogos han excavado una iglesia con tres ábsides que datan de la época de los primeros cristianos.
El primer castillo fue construido antes de 1100. La segunda fase de construcción data de 1139-1140 . Una tercera fase de la construcción se llevó a cabo en la segunda mitad del siglo XIII bajo el conde Meinhard II de Gorizia-Tirol.